# Ашраф Гані
Ашраф Гані Ахмадзай (пушту اشرف غني احمدزی, перс. اشرف غنی احمدزی; нар. 12 травня 1949, провінція Логар) — афганський політик. Президент Афганістану з 29 вересня 2014 до 15 серпня 2021.

## Життєпис
За походженням пуштун. 1973 року закінчив вивчення політології та міжнародних відносин в Американському університеті у Бейруті (Ліван). Згодом він отримав ступінь магістра і доктора антропології у Колумбійському університеті (США). Він також навчався у бізнес-школі INSEAD, Гарвардському й Стенфордському університетах.
Викладав в Кабульському університеті (1974–1977), Оргуському університеті в Данії (1977), Університеті Каліфорнії (1983) та Університеті Джонса Гопкінса у Балтиморі (1983–1991). Його дослідження зосереджувалися на процесах державного будівництва та соціальної трансформації. 1985 року за програмою Фулбрайта займався дослідженнями протягом року в пакистанському медресе.
1991 року він почав працювати у Світовому банку, відповідаючи за Східну та Південну Азію. У 90-х роках провів п'ять років у Росії, Китаї та Індії, керуючи проєктами розвитку в цих країнах.
У листопаді 2002 року був призначений спеціальним радником ООН з Афганістану й брав участь у розробці так званої Боннської угоди, яка заклала принцип передачі влади в Афганістані після повалення режиму талібів.
У грудні 2001 року Гані повернувся до Афганістану й став главою радників президента Хаміда Карзая. 2002 року обійняв посаду міністра фінансів країни (провів ряд структурних реформ, які створили основи фінансової системи в країні). 2003 року журнал Emerging Markets визнав його найкращим міністром фінансів в Азії. Подав у відставку в грудні 2004 року, після прийняття конституції Афганістану, яка забороняє міністрам мати подвійне громадянство (Гані не хотів відмовлятися від громадянства США).
2004 року був призначений канцлером Університету Кабула. Через рік він пішов у відставку з цієї посади й став засновником і головою Інституту державної ефективності, досліджуючи відносини між громадянами, державою та економічними ринками в умовах глобалізації.
2006 року Ашраф Гані був одним з кандидатів на посаду Генерального секретаря ООН.
Кандидат на президентських виборах 2009 року й переможець 2014 року.
У серпні 2021 року війська Талібану розгромили афганські урядові сили. 15 серпня 2021 року Кабул капітулював. Ашраф Гані добровільно передав владу представникам Талібану і подав у відставку.

### Родина
1974 року в Бейруті познайомився зі своєю майбутньою дружиною Рулою Гані. У 1975 році вони одружилися, у пари народилося двоє дітей: дочка Маріам Гані, працює художником в Брукліні, і син Тарік. Обидві дитини народилися в Сполучених Штатах Америки і мають американське громадянство.